# Cantón de Geispolsheim
El cantón de Geispolsheim era una división administrativa francesa, que estaba situada en el departamento de Bajo Rin y la región de Alsacia.

## Composición
El cantón estaba formado por diez comunas:
- Blaesheim
- Duppigheim
- Entzheim
- Eschau
- Fegersheim
- Geispolsheim
- Holtzheim
- Kolbsheim
- Lipsheim
- Plobsheim

## Supresión del cantón de Geispolsheim
En aplicación del Decreto nº 2014-185 de 18 de febrero de 2014, el cantón de Geispolsheim fue suprimido el 22 de marzo de 2015 y sus 10 comunas pasaron a formar parte; siete del nuevo cantón de Lingolsheim, dos del nuevo cantón de Illkirch-Graffenstaden y una del nuevo cantón de Molsheim.